# Chiesa di San Giovanni Evangelista (Neviano degli Arduini)
La chiesa di San Giovanni Evangelista è un luogo di culto cattolico dalle forme neoclassiche, situato in strada Orzale a Orzale, frazione di Neviano degli Arduini, in provincia e diocesi di Parma; è sede di una parrocchia compresa nella zona pastorale della Pedemontana.

## Storia
Il luogo di culto originario fu eretto in epoca medievale; la più antica testimonianza della sua esistenza risale al 1230, quando la Capelle de Orzale fu menzionata nel Capitulum seu Rotulus Decimarum della diocesi di Parma tra le dipendenze della pieve di Castrignano.
Agli inizi del XVI secolo alla cappella di San Giovanni Evangelista di Orzale fu unita quella di Santo Stefano Protomartire di Borsatico, esistente già nel 1191 ma ormai in rovina.
Nel 1564 la chiesa fu elevata a sede parrocchiale autonoma.
Fino al 1622 l'edificio mantenne la doppia intitolazione ai due santi, ma in seguito rimase solo la dedica a san Giovanni Evangelista.
Verso la metà del XIX secolo la chiesa fu ristrutturata e ampliata, con l'innalzamento della facciata neoclassica, il prolungamento della zona absidale e la realizzazione di due cappelle.
Tra il 1960 e il 1965 fu costruita la cappella contenente il fonte battesimale.

## Descrizione

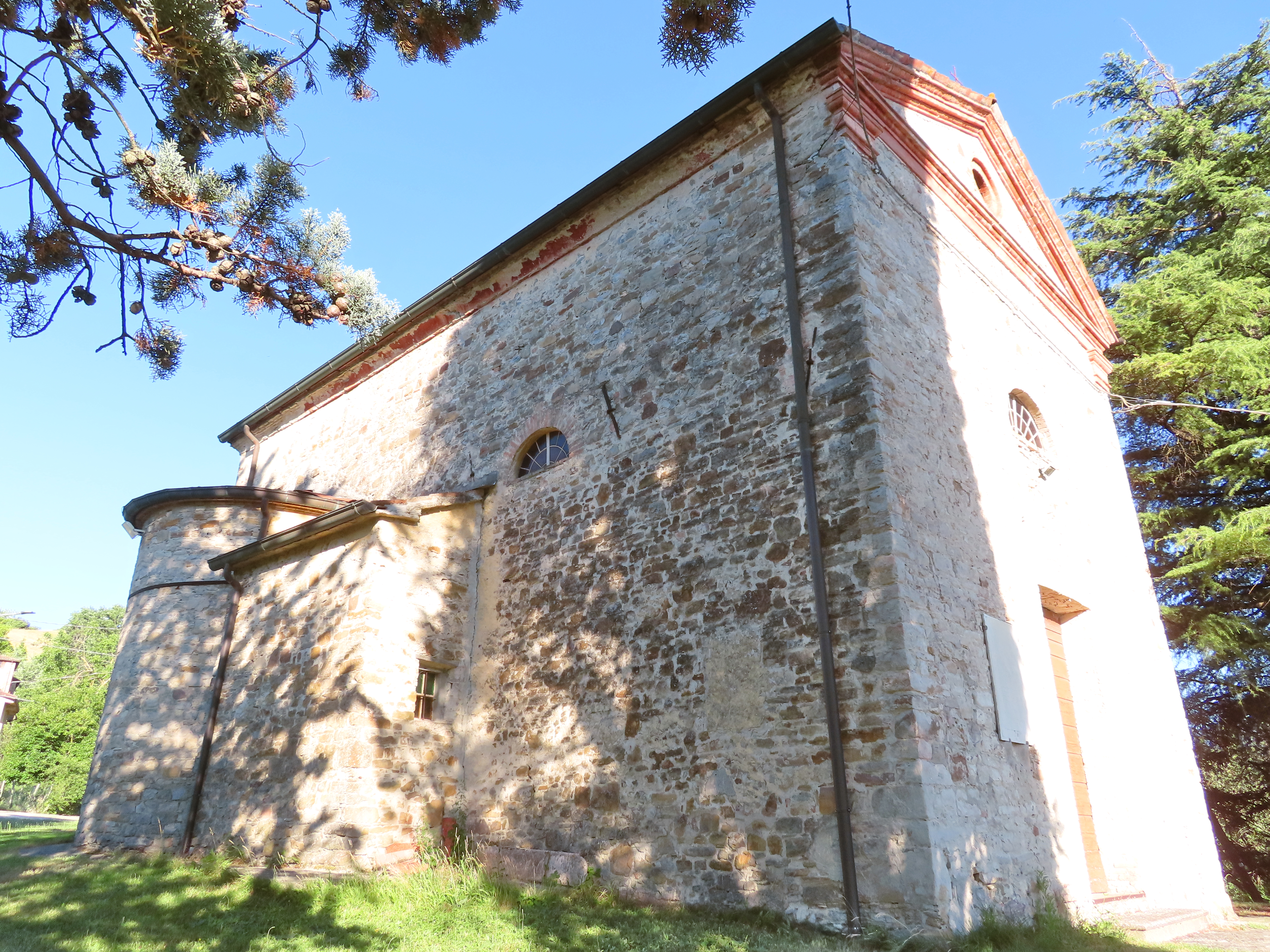
Facciata e lato nord

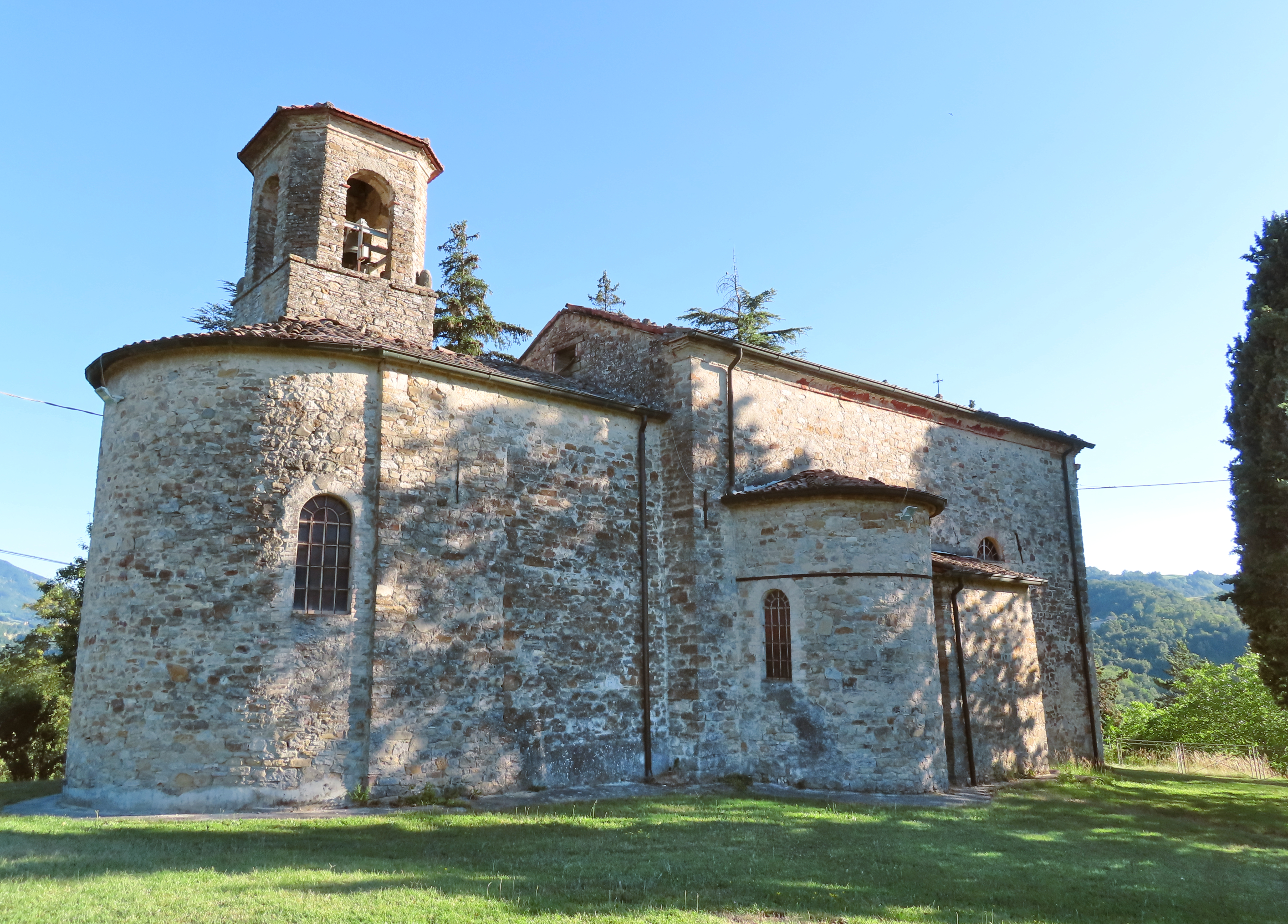
Abside e lato nord

La chiesa si sviluppa su un impianto a navata unica affiancata da due cappelle sulla sinistra e una sulla destra, con ingresso a ovest e presbiterio absidato a est.
La simmetrica facciata a capanna, interamente rivestita in pietra come il resto dell'edificio, presenta nel mezzo il portale d'ingresso, sormontato da una finestra a lunetta; in sommità si staglia un ampio frontone triangolare con cornice in mattoni, contenente un oculo nel mezzo.
Dai fianchi aggettano i bassi volumi delle cappelle absidate; sul fondo del lato destro, accanto all'abside si eleva il campanile, la cui cella campanaria, sviluppata su una pianta ottagonale, si affaccia sulle quattro fronti principali attraverso ampie monofore ad arco a tutto sesto.
All'interno la navata, coperta da una volta a botte lunettata, è scandita lateralmente da una serie di lesene doriche, a sostegno del cornicione perimetrale in rilievo; le cappelle, chiuse superiormente da volte a botte, si affacciano sull'aula attraverso ampie arcate a tutto sesto; sulla sinistra la prima cappella accoglie il fonte battesimale in marmo.
Il presbiterio, lievemente sopraelevato, è preceduto dall'arco trionfale; l'ambiente, coronato da una volta a crociera, accoglie l'altare maggiore ligneo a mensa, aggiunto intorno al 1980; sul fondo l'abside, coperta dal catino affrescato con i simboli della Trinità e dei quattro evangelisti, è illuminata lateralmente da due finestre.
La chiesa conserva alcune opere di pregio, tra cui due ancone ottocentesche in stucco e una credenza settecentesca.